# Trail (Oregon)
Trail is een plaats (census-designated place en een unincorporated community) in de Amerikaanse staat Oregon, en valt bestuurlijk gezien onder Jackson County. Trail heeft 786 inwoners (2020). Het plaatsje heeft een postkantoor met de ZIP code 97541.
Trail ligt aan het kruispunt van de wegen Oregon Route 227 en Oregon Route 62. Ten noorden van Trail ligt Shady Cove en ten westen ligt de Lost Creek Lake, een resevoir van de Rogue River. Trail ligt rond de monding van Trail Creek en aan de Rogue River.